# Погонич смугастий
Погонич смугастий (Sarothrura affinis) — вид журавлеподібних птахів родини Sarothruridae.

## Поширення
Вид мозаїчно поширений в Східній та Південній Африці. Номінальний підвид S. a. affinis трапляється на сході ПАР та Есватіні. S. a. antonii поширений на сході Зімбабве та Мозамбіку, в Малаві, на півдні Танзанії, в Кенії та півдні Південного Судану.

## Опис
Птах завдовжки 14-15 см, вагою 25–30 г. Розмах крил — 23-24 см. У самців голова каштанова, біле горло та чорне тіло, помережане білим кольором з жовтуватим вкрапленнями. Хвіст теж каштановий. Самиця коричнева з блідим черевом. Підвид С. а. antonii відрізняється від номінального тим, що каштанове забарвлення голови опускається до грудей та більшим розміром тіла.

## Спосіб життя
Птах мешкає на вологих луках та саванах, альпійських луках, у фінбоші. Живиться комахами, іншими безхребетними, рідше насінням. Сезон розмноження збігається з сезоном дощів. Гніздо облаштовує на землі серед трави.